# Biologische veehouderij

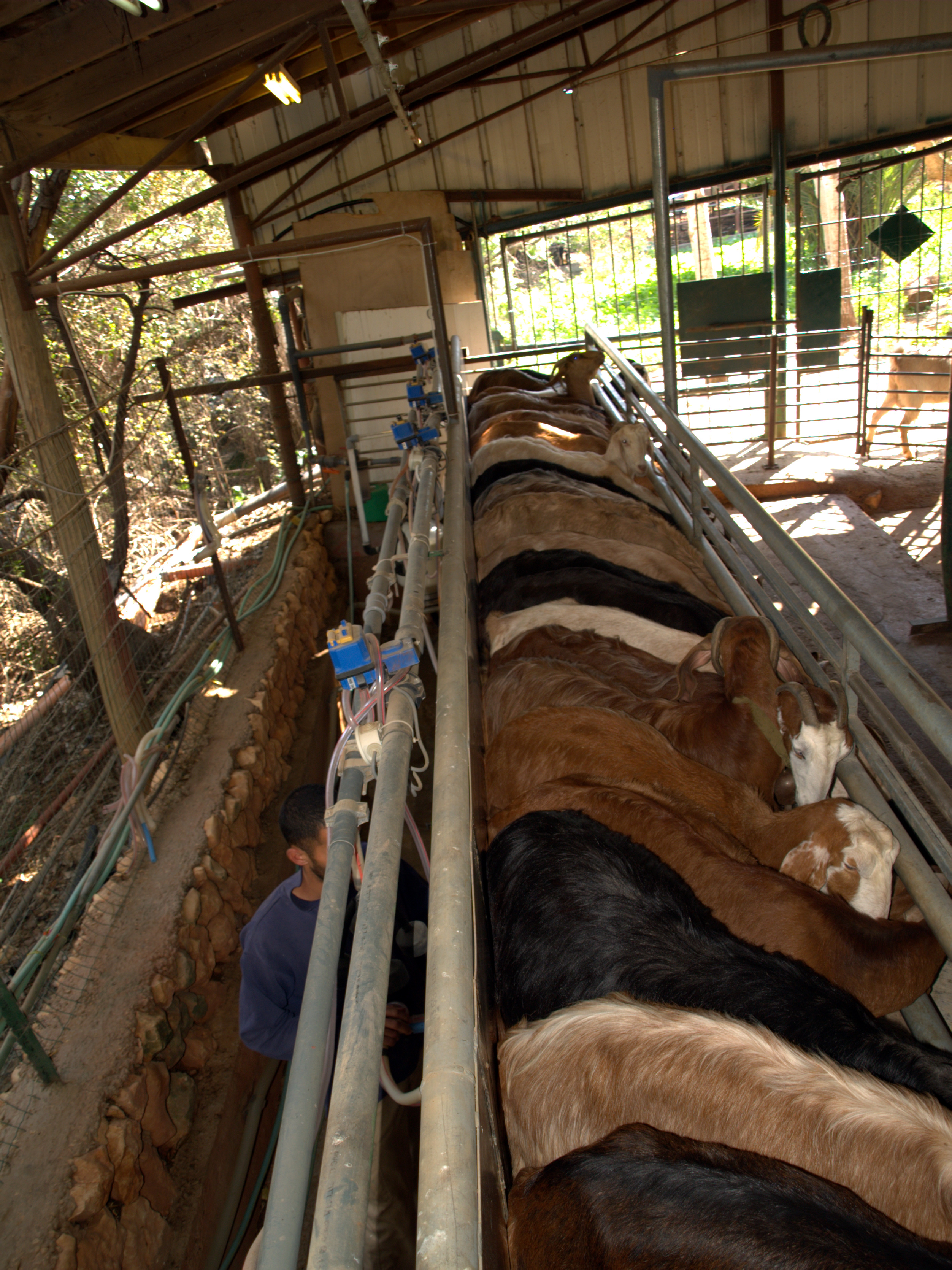
Het melken van geiten op een biologische boerderij in Israël

Biologische veehouderij, biologische dierhouderij of biologische veeteelt is een vorm van voedselproductie met een groot aantal regels die gericht zijn op een hoog niveau van dierenwelzijn, zorg voor het milieu, beperkt gebruik van geneesmiddelen en de productie van een gezond product zonder residuen (pesticiden of geneesmiddelen).

## Certificatie
Om dierlijke producten als biologisch te mogen verkopen, moeten veehouders in de Europese Unie specifieke voorwaarden naleven.

### Algemene principes
- Enkel biologisch opgefokte dieren zijn toegelaten, met uitzondering voor fokdoeleinden (mits naleving van specifieke regels).

- 100% biologisch voer is verplicht. Voer moet bij voorkeur afkomstig zijn van het eigen bedrijf of uit de regio.

- Groei- en prestatiebevorderende middelen, evenals synthetische aminozuren, zijn verboden.

- Zoogdieren moeten met natuurlijke melk (liefst moedermelk) gevoed worden.

- Natuurlijke voortplanting is vereist, al is kunstmatige inseminatie toegestaan.

- Niet-biologische grondstoffen (plantaardig, dierlijk of mineraal), toevoegmiddelen en verwerkingshulpmiddelen mogen enkel gebruikt worden als ze expliciet zijn toegelaten binnen de biologische productie.

### Dierenwelzijn
- Maximale bezettingsgraad en minimumoppervlak voor binnen- en buitenruimtes.

- Dieren moeten waar mogelijk toegang krijgen tot open lucht of weidegang.

- Afbinden of isoleren is verboden, behalve tijdelijk omwille van welzijn, veiligheid of medische redenen.

- Hormonen zijn verboden, behalve als therapeutische behandeling voor een individueel dier.

- Bij ziekte mogen klassieke diergeneesmiddelen (zoals antibiotica) alleen onder strikte voorwaarden worden gebruikt, en enkel als alternatieve (bv. fytotherapeutische of homeopathische) middelen onvoldoende zijn.

- Vaccinaties en andere immunologische geneesmiddelen zijn toegestaan.

## Impact en efficiëntie

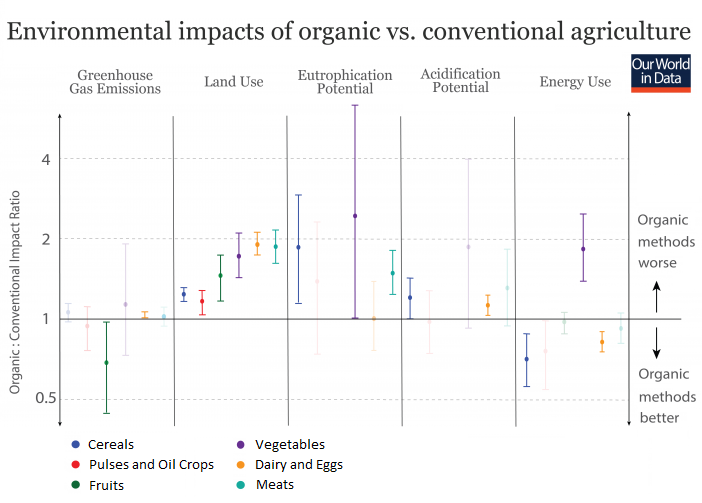
Vergelijking van de milieueffecten van biologische versus conventionele landbouw. Biologische veehouderij voor vlees (cyaan) scoort slechter op landgebruik en eutrofiëringspotentieel. Biologische veehouderij voor melk en eieren (oranje) scoort slechter op broeikasgasemissies, landgebruik en verzuringspotentieel, maar beter op energiegebruik.

Volgens George Monbiot zijn biologisch gehouden, grasgevoede runderen en schapen de meest schadelijke landbouwproducten ter wereld.

### Landgebruik
Professor Wolfgang Branscheid stelt dat biologische dierlijke productie niet goed is voor het milieu, omdat biologische kippen tweemaal zoveel land nodig hebben als kippen in de conventionele landbouw en biologische varkens een kwart meer. Volgens een berekening van het Hudson Instituut heeft biologisch rundvlees drie keer zoveel land nodig.

### Productiviteit
Een meta-analyse uit 2021 rapporteerde (i) een 14% lagere productiviteit bij biologische melkkoeien, (ii) een 11% lagere voerefficiëntie bij biologische melkkoeien en 89% lagere bij vleeskuikens, en (iii) een vermindering van de concurrentie tussen voer voor dieren en voedselgebruik voor mensen in biologische melksystemen.

### Broeikasgasemissies
Begrazing op open graslanden kan de plantengroei stimuleren, waardoor extra koolstofdioxide wordt vastgelegd. Grasgevoederde koeien groeien echter over het algemeen langzamer en zijn kleiner op het moment van slacht dan graangevoerde koeien. Omdat ze meer tijd nodig hebben om het slachtgewicht te bereiken en minder efficiënt voer omzetten in vlees, zijn hun totale levenslange emissies — met name methaan — doorgaans hoger. Daardoor heeft grasgevoerd rundvlees meestal een grotere ecologische voetafdruk per kilogram dan graangevoerd rundvlees. Een studie van Daniel Blaustein-Rejto en collega’s schatte dat de uitstoot van grasgevoerd rundvlees ongeveer 20% hoger was dan die van graangevoerd vee.
In vergelijking met kooikippen produceren scharrel- en biologische kippen minder eieren en hebben ze meer voer nodig, wat resulteert in een ongeveer 16% hogere ecologische voetafdruk per kilogram ei.

### Productkwaliteit
Honikel (1998) onderzocht het beperkte aantal studies over melk, rundvlees, varkensvlees en eieren, en concludeerde dat de kenmerken van productkwaliteit—zoals nutritionele, hygiënische, sensorische en technologische aspecten—niet substantieel verschillen tussen biologische en conventionele veehouderij.

### Dierenwelzijn
Een literatuuronderzoek uit 2003 vond geen aanwijzingen dat gezondheid en welzijn slechter zijn in de biologische veehouderij dan in de conventionele, met uitzondering van het meer voorkomen van ziektes door parasieten.